# Dunja Sowinetz
Dunja Sowinetz (* 1964 in Wien) ist eine österreichische Schauspielerin.

## Leben
Dunja Sowinetz wurde als Tochter des Schauspielers Kurt Sowinetz geboren. Sie absolvierte eine Schauspielausbildung an der Schauspielschule Krauss.
Seit der Saison 1985/86 ist sie festes Ensemblemitglied am Wiener Burgtheater, wo sie in der Rolle der Braut Christa in Hochzeit von Elias Canetti debütierte und unter anderem als Ragueneaus Frau Lisa in Cyrano de Bergerac, als Ills Tochter im Besuch der alten Dame, als Mizzerl in Damenbekanntschaften von Lotte Ingrisch, als Gunda im Katzelmacher von Rainer Werner Fassbinder und als Locke-Mutter in Lumpenloretta von Christine Nöstlinger zu sehen war. Bei den Salzburger Festspielen verkörperte sie 1991 im Schwierigen von Hugo von Hofmannsthal die Rolle der Agathe, bei den Festspielen Reichenau 2001 die Madame Knorr in Nestroys Einen Jux will er sich machen. Für das Wiener Metropol übersetzte sie Guys and Dolls für die Produktion Strizzis und Mizzis ins Wienerische. Im Sommer 2018 spielte sie beim Festival Schloss Weitra in der musikalische Komödie von Peter Hofbauer und dessen Tochter Florentina nach der gleichnamigen Operette von Johann Strauß die Rolle der Prinzessin Orlovskaya.

## Publikationen
- gemeinsam mit Inge Sowinetz: Kurt Sowinetz: man müsst mit an Vogerl Bruderschaft trinken. Erinnerungen, Amalthea, Wien/München 1991, ISBN 978-3-85002-315-3

## Filmografie (Auswahl)
- 1985: Der Leihopa – Das Rumpelstilzchen
- 1991: Sibirien (Regie: Franz Morak)
- 1995: Die Ameisenstraße (Regie: Michael Glawogger)
- 1997: Qualtingers Wien
- 1997: Kaisermühlen Blues – Schön wär’s auf einer Insel
- 2000: Trautmann – Wer heikel ist, bleibt übrig
- 2001–2002: MA 2412 (Fernsehserie, zwei Episoden)
- 2002: Dolce Vita & Co – Das Duell
- 2012: Paradies: Liebe
- 2014: Landkrimi – Die Frau mit einem Schuh